# Anicetus angustus
Anicetus angustus är en stekelart som beskrevs av Hayat, Alam och Agarwal 1975. Anicetus angustus ingår i släktet Anicetus och familjen sköldlussteklar. Inga underarter finns listade i Catalogue of Life.